# Alenia C-27J Spartan
Alenia C-27J Spartan je dvoumotorový střední transportní letoun se schopnostmi STOL; hornoplošník s konvenčními ocasními plochami. Letoun byl vyvinut ve spolupráci s firmou Lockheed Martin na základě letounu Alenia G.222 (v americké službě jako C-27A Spartan) pro strategické operace na krátkých a středních trasách, jakými jsou např. evakuační a zásobovací lety.

## Vývoj

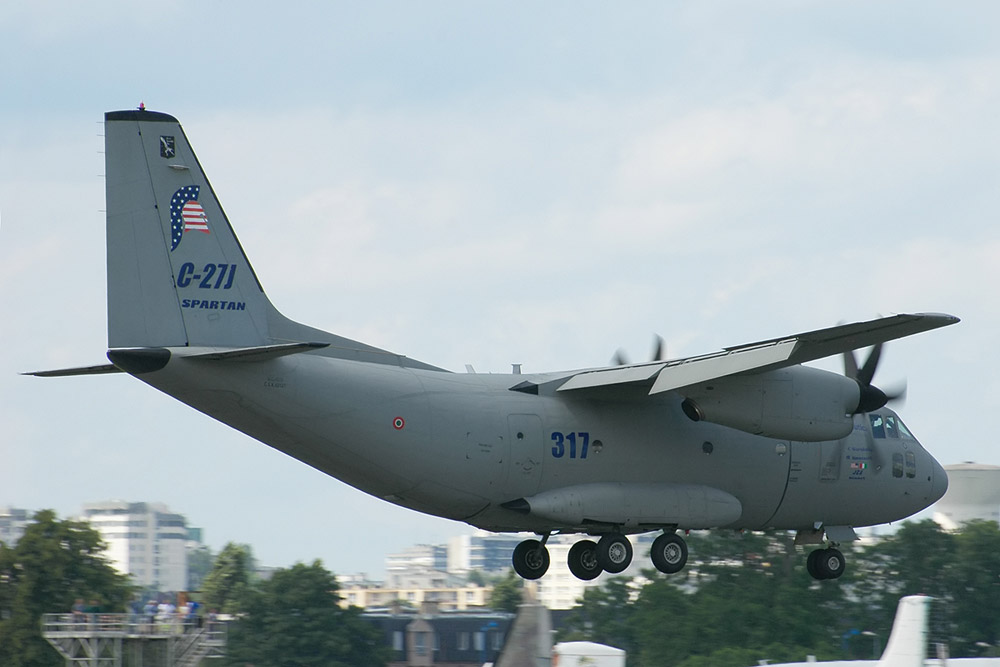
C-27J

Program C-27J byl zahájen v září 1997 v Lockheed Martin Alenia Tactical Transport Sytem (LMATTS), společném podniku firem Alenia Aeronautica S.p.A. a Lockheed Martin Aeronautics Co. Svým konstrukčním pojetím přímo navázal na své předchůdce G.222 a C-27A. Digitální avionika, motory, vrtule a palubní zařízení pro manipulaci s nákladem byly z důvodu kompatibility převzaty z typu Lockheed C-130 Hercules. Řada konstrukčních prvků a palubních systémů tak byla aplikována beze změn, což vedlo k maximálnímu urychlení vzniku nového stroje.
První vyrobený C-27J byl zalétán v září 1999 z továrního letiště Caselle v Turíně, druhý s inovovanou avionikou následoval v květnu 2000. Poslední třetí prototyp, který představoval sériové provedení, vzlétl v září téhož roku. Civilní typové osvědčení vydané italským leteckým úřadem v červnu 2001 doplnil v prosinci i vojenský certifikát vydaný leteckým oddělením italského Ministerstva obrany.
Dvanáct letounů C-27J bylo od amerického letectva převedeno k pobřežní stráži, která je plánuje modifikovat na námořní hlídkovou verzi HC-27J. První let prototypu této verze proběhl v září 2023 na letecké základně Patuxent River.

## Specifikace (C-27J Spartan)

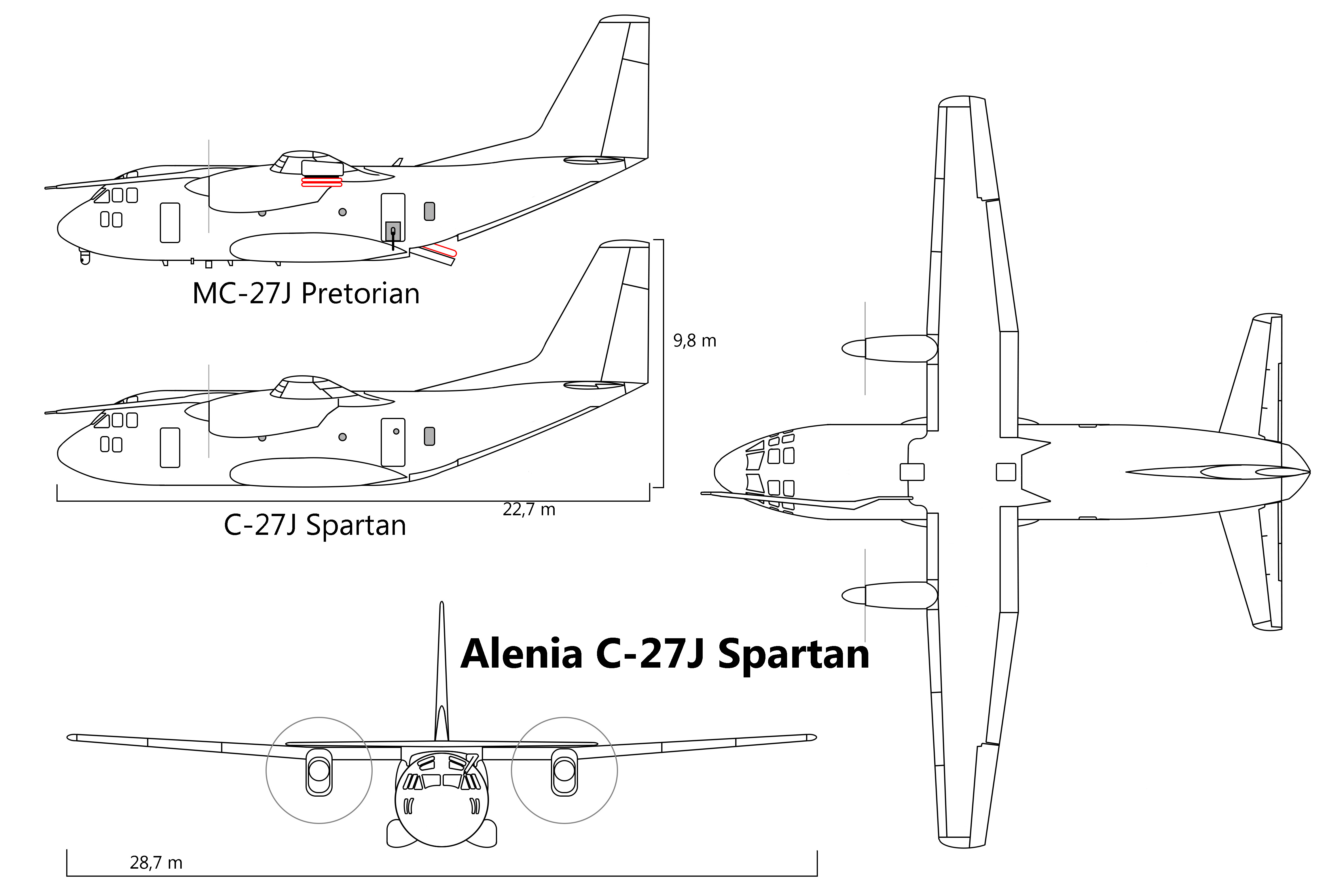
Třípohledový nákres

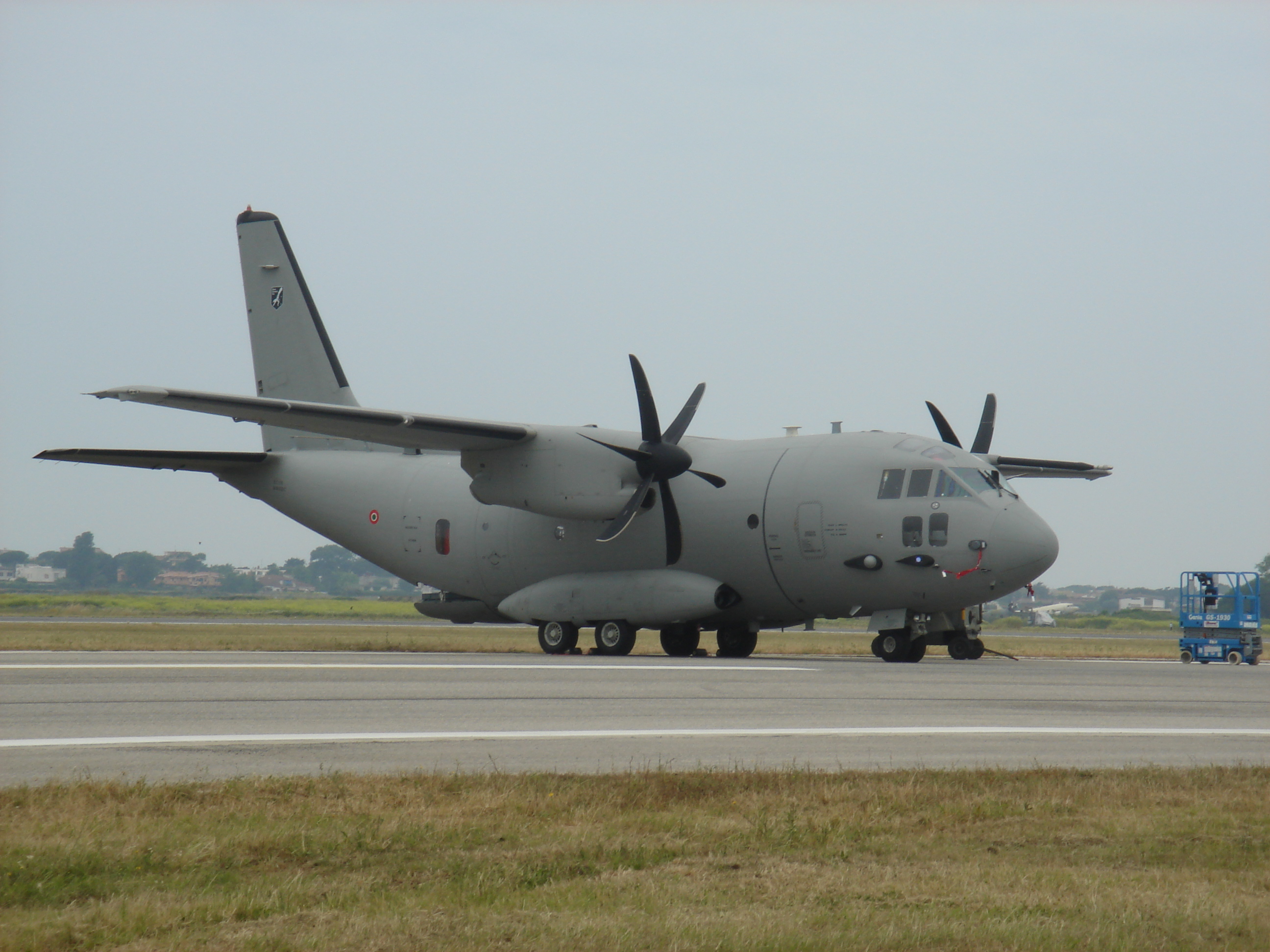
Alenia C-27J Spartan

### Technické údaje
- Posádka: 3
- Kapacita: 60 vojáků/46 výsadkářů
- Délka: 22,70 m
- Rozpětí: 28,70 m
- Výška: 9,64 m
- Nosná plocha: 82 m²
- Hmotnost prázdného letounu: 17 000 kg
- Maximální vzletová hmotnost: 30 500 kg
- Pohonná jednotka: 2 x turbovrtulový motor Rolls-Royce AE2100-D2A s výkonem 3 460 kW

### Výkony
- Maximální rychlost: 602 km/h
- Cestovní rychlost: 583 km/h
- Dostup: 9 144 m
- Dolet:
  - s maximální zátěží: 1 759 km (MTOW - 31 800 kg)
  - s maximálním množstvím paliva: 5 926 km